# Sophora conzattii
Sophora conzattii är en ärtväxtart som beskrevs av Paul Carpenter Standley. Sophora conzattii ingår i släktet soforor, och familjen ärtväxter. Inga underarter finns listade i Catalogue of Life.